# Yan Peng
Yan Peng, född 6 januari 1996, är en kinesisk basketspelare. 
Yan deltog vid olympiska sommarspelen 2020 och var en del av Kinas lag som blev utslagna i gruppspelet i tremannabasket.